# Jakob Setterberg
Måns Jakob Setterberg, född 22 juli 1974 i Engelbrekts församling i Stockholm, är en svensk skådespelare, TV-programledare och komiker.

## Biografi
Setterberg filmdebuterade sju år gammal som barnversionen av den blivande polarfararen Salomon August Andrée i Jan Troells film Ingenjör Andrées luftfärd (1982). Han har sedan främst ägnat sig åt komik och är aktiv i humorgruppen Grotesco och har bland annat också medverkat i Partaj. Sedan 2010 är han programledare för SVTs Vi i femman och har även varit verksam som programpresentatör i SVT1.
Han har varit gift med Grotesco-medlemmen Emma Molin. Tillsammans har de två barn.

## Filmografi i urval
- 1982 – Ingenjör Andrées luftfärd
- 1989 – Dårfinkar & dönickar (TV-serie) (del 2, biroll som tunnelbanekille)
- 2007–2017 – Grotesco (TV-serie)
- 2008 – Om ett hjärta (TV-serie)
- 2011 – The Stig-Helmer Story
- 2018–2019 – Andra åket (TV-serie)
- 2020 – Morden i Sandhamn (TV-serie)

## Teaterroller (ej komplett)
| År   | Roll        | Produktion                                                                        | Regi             | Teater            |
| ---- | ----------- | --------------------------------------------------------------------------------- | ---------------- | ----------------- |
| 2015 | Medverkande | Grotesco på Scala – En näradödenrevy Henrik Dorsin                                | Anna Vnuk        | Scalateatern      |
| 2024 | Erik        | Tomten är far till alla barnen Monica Rolfner, Rikard Bergqvist och Mathias Venge | Rikard Bergqvist | Cirkus, Stockholm |